# UEFA Nations League 2020/21 Divisie A
De UEFA Nations League 2020/21 Divisie A was de hoogste divisie van UEFA Nations League. Het toernooi, dat de vriendschappelijk duels vervangt, begon in september 2020 en eindigde in oktober 2021 met de finale van UEFA Nations League, de winnaars van de vier groepen van deze divisie speelden om die finaleplek. Aan dit toernooi deden de 16 landen mee die op basis van de eindstand van het seizoen 2018/19 waren ingedeeld. Ten opzichte van het voorgaande seizoen was het aantal landen van deze divisie gewijzigd van 12 in 16, hierdoor was er geen degradatie en promoveerden Bosnië en Herzegovina, Denemarken, Oekraïne en Zweden naar deze divisie. Hierbij werden de landen die zouden degraderen onder de landen die promoveerden geplaatst. Portugal was de titelhouder.
Frankrijk wist deze editie in Italië te winnen door Spanje in de finale met 1 – 2 te verslaan.

## Beslissingscriteria
Als twee of meer landen in de groep gelijk eindigden, met evenveel punten, dan golden de volgende criteria om te bepalen welk land boven de ander eindigde:
1. Hoogste aantal punten verkregen bij de onderlinge wedstrijden tussen de teams;
2. Doelsaldo verkregen bij de onderlinge wedstrijden tussen de gelijk eindigende teams (als er meer dan twee teams gelijk staan);
3. Hoogste aantal gescoorde doelpunten verkregen bij de onderlinge wedstrijden tussen de teams (als er meer dan twee teams gelijk staan);
4. Hoogste aantal gescoorde uitdoelpunten verkregen bij de onderlinge wedstrijden tussen de teams
5. Als er na criteria 1 tot en met 4 nog steeds landen gelijk staan dan gelden de volgende criteria:
6. Doelsaldo in alle groepswedstrijden;
7. Aantal doelpunten gescoord in alle groepswedstrijden;
8. Aantal uitdoelpunten gescoord in alle groepswedstrijden;
9. Aantal overwinningen in alle groepswedstrijden;
10. Aantal uitoverwinningen in alle groepswedstrijden;
11. Fair-Playklassement van het toernooi (1 punt voor een enkele gele kaart, 3 punten voor een rode kaart ten gevolge van 2 gele kaarten, 3 punten voor een directe rode kaart, 4 punten voor een gele kaart gevolgd door een directe rode kaart);
12. Positie op de UEFA-coëfficiëntenranglijst;

## Deelnemende landen
De loting vond plaats op 3 maart 2020 in Amsterdam, Nederland.
| Team        | / † | Plaats |
| ----------- | --- | ------ |
| Portugal TH |     | 1      |
| Nederland   |     | 2      |
| Engeland    |     | 3      |
| Zwitserland |     | 4      |

| Team      | / † | Plaats |
| --------- | --- | ------ |
| België    |     | 5      |
| Frankrijk |     | 6      |
| Spanje    |     | 7      |
| Italië    |     | 8      |

| Team                  | / †      | Plaats |
| --------------------- | -------- | ------ |
| Bosnië en Herzegovina | Gestegen | 9      |
| Oekraïne              | Gestegen | 10     |
| Denemarken            | Gestegen | 11     |
| Zweden                | Gestegen | 12     |

| Team      | / † | Plaats |
| --------- | --- | ------ |
| Kroatië   | †   | 13     |
| Polen     | †   | 14     |
| Duitsland | †   | 15     |
| IJsland   | †   | 16     |

| Legenda  |                                                            |
| TH       | Titelhouder                                                |
| Gestegen | Gepromoveerd naar een hogere divisie.                      |
| †        | In dezelfde divisie gebleven na degradatie na wijzigingen. |
|          | Geplaatst voor volgende ronde (halve finale).              |
|          | Gedegradeerd naar een lagere divisie.                      |

## Groepen en wedstrijden

### Groep 1
| Pos | Team                  | Wed | W | G | V | Ptn | DV | DT | +/− | Kwalificatie of degradatie |       | Vlag van Italië | Vlag van Nederland | Vlag van Polen | Vlag van Bosnië en Herzegovina |
| --- | --------------------- | --- | - | - | - | --- | -- | -- | --- | -------------------------- | ----- | --------------- | ------------------ | -------------- | ------------------------------ |
| 1   | Italië                | 6   | 3 | 3 | 0 | 12  | 7  | 2  | +5  | Halve finale               |       |                 | 1 – 1              | 2 – 0          | 1 – 1                          |
| 2   | Nederland             | 6   | 3 | 2 | 1 | 11  | 7  | 4  | +3  |                            |       | 0 – 1           |                    | 1 – 0          | 3 – 1                          |
| 3   | Polen                 | 6   | 2 | 1 | 3 | 7   | 6  | 6  | 0   |                            | 0 – 0 | 1 – 2           |                    | 3 – 0          |                                |
| 4   | Bosnië en Herzegovina | 6   | 0 | 2 | 4 | 2   | 3  | 11 | −8  | Degradatie naar divisie B  |       | 0 – 2           | 0 – 0              | 1 – 2          |                                |

Wedstrijden
|                                                   |           |         |                       |                                                                                                   |
| 4 september 2020 «onderlinge duels» 20.45 (UTC+2) | Italië    | 1 – 1   | Bosnië en Herzegovina | Stadion: Stadio Artemio Franchi, Florence Toeschouwers: 0 Scheidsrechter: Anastasios Sidiropoulos |
| 4 september 2020 «onderlinge duels» 20.45 (UTC+2) | Sensi 67' | Verslag | 57' Džeko             | Stadion: Stadio Artemio Franchi, Florence Toeschouwers: 0 Scheidsrechter: Anastasios Sidiropoulos |
| 4 september 2020 «onderlinge duels» 20.45 (UTC+2) |           |         |                       | Stadion: Stadio Artemio Franchi, Florence Toeschouwers: 0 Scheidsrechter: Anastasios Sidiropoulos |
| 4 september 2020 «onderlinge duels» 20.45 (UTC+2) |           |         |                       | Stadion: Stadio Artemio Franchi, Florence Toeschouwers: 0 Scheidsrechter: Anastasios Sidiropoulos |
|                                                   |           |         |                       |                                                                                                   |

|                                                   |              |         |       |                                                                                        |
| 4 september 2020 «onderlinge duels» 20.45 (UTC+2) | Nederland    | 1 – 0   | Polen | Stadion: Johan Cruijff ArenA, Amsterdam Toeschouwers: 0 Scheidsrechter: Georgi Kabakov |
| 4 september 2020 «onderlinge duels» 20.45 (UTC+2) | Bergwijn 61' | Verslag |       | Stadion: Johan Cruijff ArenA, Amsterdam Toeschouwers: 0 Scheidsrechter: Georgi Kabakov |
| 4 september 2020 «onderlinge duels» 20.45 (UTC+2) |              |         |       | Stadion: Johan Cruijff ArenA, Amsterdam Toeschouwers: 0 Scheidsrechter: Georgi Kabakov |
| 4 september 2020 «onderlinge duels» 20.45 (UTC+2) |              |         |       | Stadion: Johan Cruijff ArenA, Amsterdam Toeschouwers: 0 Scheidsrechter: Georgi Kabakov |
|                                                   |              |         |       |                                                                                        |

|                                                   |                         |         |                       |                                                                            |
| 7 september 2020 «onderlinge duels» 20.45 (UTC+2) | Bosnië en Herzegovina   | 1 – 2   | Polen                 | Stadion: Bilino Polje, Zenica Toeschouwers: 0 Scheidsrechter: Cüneyt Çakır |
| 7 september 2020 «onderlinge duels» 20.45 (UTC+2) | Hajradinović 24' (pen.) | Verslag | 45' Glik 67' Grosicki | Stadion: Bilino Polje, Zenica Toeschouwers: 0 Scheidsrechter: Cüneyt Çakır |
| 7 september 2020 «onderlinge duels» 20.45 (UTC+2) |                         |         |                       | Stadion: Bilino Polje, Zenica Toeschouwers: 0 Scheidsrechter: Cüneyt Çakır |
| 7 september 2020 «onderlinge duels» 20.45 (UTC+2) |                         |         |                       | Stadion: Bilino Polje, Zenica Toeschouwers: 0 Scheidsrechter: Cüneyt Çakır |
|                                                   |                         |         |                       |                                                                            |

|                                                   |           |         |               |                                                                                     |
| 7 september 2020 «onderlinge duels» 20.45 (UTC+2) | Nederland | 0 – 1   | Italië        | Stadion: Johan Cruijff ArenA, Amsterdam Toeschouwers: 0 Scheidsrechter: Felix Brych |
| 7 september 2020 «onderlinge duels» 20.45 (UTC+2) |           | Verslag | 45+1' Barella | Stadion: Johan Cruijff ArenA, Amsterdam Toeschouwers: 0 Scheidsrechter: Felix Brych |
| 7 september 2020 «onderlinge duels» 20.45 (UTC+2) |           |         |               | Stadion: Johan Cruijff ArenA, Amsterdam Toeschouwers: 0 Scheidsrechter: Felix Brych |
| 7 september 2020 «onderlinge duels» 20.45 (UTC+2) |           |         |               | Stadion: Johan Cruijff ArenA, Amsterdam Toeschouwers: 0 Scheidsrechter: Felix Brych |
|                                                   |           |         |               |                                                                                     |

|                                                  |                       |       |           |                                                                                 |
| 11 oktober 2020 «onderlinge duels» 18.00 (UTC+2) | Bosnië en Herzegovina | 0 – 0 | Nederland | Stadion: Bilino Polje, Zenica Toeschouwers: 1.600 Scheidsrechter: István Kovács |
| 11 oktober 2020 «onderlinge duels» 18.00 (UTC+2) | Verslag               |       |           | Stadion: Bilino Polje, Zenica Toeschouwers: 1.600 Scheidsrechter: István Kovács |
| 11 oktober 2020 «onderlinge duels» 18.00 (UTC+2) |                       |       |           | Stadion: Bilino Polje, Zenica Toeschouwers: 1.600 Scheidsrechter: István Kovács |
| 11 oktober 2020 «onderlinge duels» 18.00 (UTC+2) |                       |       |           | Stadion: Bilino Polje, Zenica Toeschouwers: 1.600 Scheidsrechter: István Kovács |
|                                                  |                       |       |           |                                                                                 |

|                                                  |         |       |        | |
| 11 oktober 2020 «onderlinge duels» 20.45 (UTC+2) | Polen   | 0 – 0 | Italië | Stadion: Stadion Energa Gdańsk, Gdańsk Toeschouwers: 9.200 Scheidsrechter: José María Sánchez Martínez |
| 11 oktober 2020 «onderlinge duels» 20.45 (UTC+2) | Verslag |       |        | Stadion: Stadion Energa Gdańsk, Gdańsk Toeschouwers: 9.200 Scheidsrechter: José María Sánchez Martínez |
| 11 oktober 2020 «onderlinge duels» 20.45 (UTC+2) |         |       |        | Stadion: Stadion Energa Gdańsk, Gdańsk Toeschouwers: 9.200 Scheidsrechter: José María Sánchez Martínez |
| 11 oktober 2020 «onderlinge duels» 20.45 (UTC+2) |         |       |        | Stadion: Stadion Energa Gdańsk, Gdańsk Toeschouwers: 9.200 Scheidsrechter: José María Sánchez Martínez |
|                                                  |         |       |        | |

|                                                  |                |         |                 |                                                                                                   |
| 14 oktober 2020 «onderlinge duels» 20.45 (UTC+2) | Italië         | 1 – 1   | Nederland       | Stadion: Stadio Atleti Azzurri d'Italia, Bergamo Toeschouwers: 623 Scheidsrechter: Anthony Taylor |
| 14 oktober 2020 «onderlinge duels» 20.45 (UTC+2) | Pellegrini 16' | Verslag | 25' Van de Beek | Stadion: Stadio Atleti Azzurri d'Italia, Bergamo Toeschouwers: 623 Scheidsrechter: Anthony Taylor |
| 14 oktober 2020 «onderlinge duels» 20.45 (UTC+2) |                |         |                 | Stadion: Stadio Atleti Azzurri d'Italia, Bergamo Toeschouwers: 623 Scheidsrechter: Anthony Taylor |
| 14 oktober 2020 «onderlinge duels» 20.45 (UTC+2) |                |         |                 | Stadion: Stadio Atleti Azzurri d'Italia, Bergamo Toeschouwers: 623 Scheidsrechter: Anthony Taylor |
|                                                  |                |         |                 |                                                                                                   |

|                                                  |                                    |         |                       |                                                                                    |
| 14 oktober 2020 «onderlinge duels» 20.45 (UTC+2) | Polen                              | 3 – 0   | Bosnië en Herzegovina | Stadion: Stadion Miejski, Wrocław Toeschouwers: 8.152 Scheidsrechter: Craig Pawson |
| 14 oktober 2020 «onderlinge duels» 20.45 (UTC+2) | Lewandowski 40', 52' Linetty 45+1' | Verslag | 16' Ahmedhodžić       | Stadion: Stadion Miejski, Wrocław Toeschouwers: 8.152 Scheidsrechter: Craig Pawson |
| 14 oktober 2020 «onderlinge duels» 20.45 (UTC+2) |                                    |         |                       | Stadion: Stadion Miejski, Wrocław Toeschouwers: 8.152 Scheidsrechter: Craig Pawson |
| 14 oktober 2020 «onderlinge duels» 20.45 (UTC+2) |                                    |         |                       | Stadion: Stadion Miejski, Wrocław Toeschouwers: 8.152 Scheidsrechter: Craig Pawson |
|                                                  |                                    |         |                       |                                                                                    |

|                                                   |                             |         |                       |                                                                                           |
| 15 november 2020 «onderlinge duels» 18.00 (UTC+1) | Nederland                   | 3 – 1   | Bosnië en Herzegovina | Stadion: Johan Cruijff ArenA, Amsterdam Toeschouwers: 0 Scheidsrechter: François Letexier |
| 15 november 2020 «onderlinge duels» 18.00 (UTC+1) | Wijnaldum 6', 14' Depay 55' | Verslag | 63' Prevljak          | Stadion: Johan Cruijff ArenA, Amsterdam Toeschouwers: 0 Scheidsrechter: François Letexier |
| 15 november 2020 «onderlinge duels» 18.00 (UTC+1) |                             |         |                       | Stadion: Johan Cruijff ArenA, Amsterdam Toeschouwers: 0 Scheidsrechter: François Letexier |
| 15 november 2020 «onderlinge duels» 18.00 (UTC+1) |                             |         |                       | Stadion: Johan Cruijff ArenA, Amsterdam Toeschouwers: 0 Scheidsrechter: François Letexier |
|                                                   |                             |         |                       |                                                                                           |

|                                                   |                                 |         |                   |                                                                                            |
| 15 november 2020 «onderlinge duels» 20.45 (UTC+1) | Italië                          | 2 – 0   | Polen             | Stadion: Città del Tricolore, Reggio Emilia Toeschouwers: 0 Scheidsrechter: Clément Turpin |
| 15 november 2020 «onderlinge duels» 20.45 (UTC+1) | Jorginho 27' (pen.) Berardi 84' | Verslag | 63', 78' Góralski | Stadion: Città del Tricolore, Reggio Emilia Toeschouwers: 0 Scheidsrechter: Clément Turpin |
| 15 november 2020 «onderlinge duels» 20.45 (UTC+1) |                                 |         |                   | Stadion: Città del Tricolore, Reggio Emilia Toeschouwers: 0 Scheidsrechter: Clément Turpin |
| 15 november 2020 «onderlinge duels» 20.45 (UTC+1) |                                 |         |                   | Stadion: Città del Tricolore, Reggio Emilia Toeschouwers: 0 Scheidsrechter: Clément Turpin |
|                                                   |                                 |         |                   |                                                                                            |

|                                                   |                       |         |                         |                                                                                       |
| 18 november 2020 «onderlinge duels» 20.45 (UTC+1) | Bosnië en Herzegovina | 0 – 2   | Italië                  | Stadion: Stadion Grbavica, Sarajevo Toeschouwers: 0 Scheidsrechter: Artur Soares Dias |
| 18 november 2020 «onderlinge duels» 20.45 (UTC+1) |                       | Verslag | 22' Belotti 68' Berardi | Stadion: Stadion Grbavica, Sarajevo Toeschouwers: 0 Scheidsrechter: Artur Soares Dias |
| 18 november 2020 «onderlinge duels» 20.45 (UTC+1) |                       |         |                         | Stadion: Stadion Grbavica, Sarajevo Toeschouwers: 0 Scheidsrechter: Artur Soares Dias |
| 18 november 2020 «onderlinge duels» 20.45 (UTC+1) |                       |         |                         | Stadion: Stadion Grbavica, Sarajevo Toeschouwers: 0 Scheidsrechter: Artur Soares Dias |
|                                                   |                       |         |                         |                                                                                       |

|                                                   |            |         |                                |                                                                                |
| 18 november 2020 «onderlinge duels» 20.45 (UTC+1) | Polen      | 1 – 2   | Nederland                      | Stadion: Śląskistadion, Chorzów Toeschouwers: 0 Scheidsrechter: Orel Grinfeeld |
| 18 november 2020 «onderlinge duels» 20.45 (UTC+1) | Jóźwiak 6' | Verslag | 77' (pen.) Depay 84' Wijnaldum | Stadion: Śląskistadion, Chorzów Toeschouwers: 0 Scheidsrechter: Orel Grinfeeld |
| 18 november 2020 «onderlinge duels» 20.45 (UTC+1) |            |         |                                | Stadion: Śląskistadion, Chorzów Toeschouwers: 0 Scheidsrechter: Orel Grinfeeld |
| 18 november 2020 «onderlinge duels» 20.45 (UTC+1) |            |         |                                | Stadion: Śląskistadion, Chorzów Toeschouwers: 0 Scheidsrechter: Orel Grinfeeld |
|                                                   |            |         |                                |                                                                                |

### Groep 2
| Pos | Team       | Wed | W | G | V | Ptn | DV | DT | +/− | Kwalificatie of degradatie |       | Vlag van België | Vlag van Denemarken | Vlag van Engeland | Vlag van IJsland |
| --- | ---------- | --- | - | - | - | --- | -- | -- | --- | -------------------------- | ----- | --------------- | ------------------- | ----------------- | ---------------- |
| 1   | België     | 6   | 5 | 0 | 1 | 15  | 16 | 6  | +10 | Halve finale               |       |                 | 4 – 2               | 2 – 0             | 5 – 1            |
| 2   | Denemarken | 6   | 3 | 1 | 2 | 10  | 8  | 7  | +1  |                            |       | 0 – 2           |                     | 0 – 0             | 2 – 1            |
| 3   | Engeland   | 6   | 3 | 1 | 2 | 10  | 7  | 4  | +3  |                            | 2 – 1 | 0 – 1           |                     | 4 – 0             |                  |
| 4   | IJsland    | 6   | 0 | 0 | 6 | 0   | 3  | 17 | −14 | Degradatie naar divisie B  |       | 1 – 2           | 0 – 3               | 0 – 1             |                  |

1. 1 2  Head-to-head punten: Denemarken 4, Engeland 1.

Wedstrijden
|                                                 |                  |         |                                       |                                                                                      |
| 5 september 2020 «onderlinge duels» 16.00 (UTC) | IJsland          | 0 − 1   | Engeland                              | Stadion: Laugardalsvöllur, Reykjavik Toeschouwers: 0 Scheidsrechter: Srđan Jovanović |
| 5 september 2020 «onderlinge duels» 16.00 (UTC) | Ingason 42', 89' | Verslag | 33', 70' Walker 90+1' (pen.) Sterling | Stadion: Laugardalsvöllur, Reykjavik Toeschouwers: 0 Scheidsrechter: Srđan Jovanović |
| 5 september 2020 «onderlinge duels» 16.00 (UTC) |                  |         |                                       | Stadion: Laugardalsvöllur, Reykjavik Toeschouwers: 0 Scheidsrechter: Srđan Jovanović |
| 5 september 2020 «onderlinge duels» 16.00 (UTC) |                  |         |                                       | Stadion: Laugardalsvöllur, Reykjavik Toeschouwers: 0 Scheidsrechter: Srđan Jovanović |
|                                                 |                  |         |                                       |                                                                                      |

|                                                   |            |         |                        |                                                                            |
| 5 september 2020 «onderlinge duels» 20.45 (UTC+2) | Denemarken | 0 − 2   | België                 | Stadion: Parken, Kopenhagen Toeschouwers: 0 Scheidsrechter: Sandro Schärer |
| 5 september 2020 «onderlinge duels» 20.45 (UTC+2) |            | Verslag | 9' Denayer 76' Mertens | Stadion: Parken, Kopenhagen Toeschouwers: 0 Scheidsrechter: Sandro Schärer |
| 5 september 2020 «onderlinge duels» 20.45 (UTC+2) |            |         |                        | Stadion: Parken, Kopenhagen Toeschouwers: 0 Scheidsrechter: Sandro Schärer |
| 5 september 2020 «onderlinge duels» 20.45 (UTC+2) |            |         |                        | Stadion: Parken, Kopenhagen Toeschouwers: 0 Scheidsrechter: Sandro Schärer |
|                                                   |            |         |                        |                                                                            |

|                                                   |                                                    |         |                    |                                                                                            |
| 8 september 2020 «onderlinge duels» 20.45 (UTC+2) | België                                             | 5 − 1   | IJsland            | Stadion: Koning Boudewijnstadion, Brussel Toeschouwers: 0 Scheidsrechter: Paweł Raczkowski |
| 8 september 2020 «onderlinge duels» 20.45 (UTC+2) | Witsel 13' Batshuayi 17', 69' Mertens 50' Doku 79' | Verslag | 11' H. Friðjónsson | Stadion: Koning Boudewijnstadion, Brussel Toeschouwers: 0 Scheidsrechter: Paweł Raczkowski |
| 8 september 2020 «onderlinge duels» 20.45 (UTC+2) |                                                    |         |                    | Stadion: Koning Boudewijnstadion, Brussel Toeschouwers: 0 Scheidsrechter: Paweł Raczkowski |
| 8 september 2020 «onderlinge duels» 20.45 (UTC+2) |                                                    |         |                    | Stadion: Koning Boudewijnstadion, Brussel Toeschouwers: 0 Scheidsrechter: Paweł Raczkowski |
|                                                   |                                                    |         |                    |                                                                                            |

|                                                   |            |       |          |                                                                           |
| 8 september 2020 «onderlinge duels» 20.45 (UTC+2) | Denemarken | 0 − 0 | Engeland | Stadion: Parken, Kopenhagen Toeschouwers: 0 Scheidsrechter: István Kovács |
| 8 september 2020 «onderlinge duels» 20.45 (UTC+2) | Verslag    |       |          | Stadion: Parken, Kopenhagen Toeschouwers: 0 Scheidsrechter: István Kovács |
| 8 september 2020 «onderlinge duels» 20.45 (UTC+2) |            |       |          | Stadion: Parken, Kopenhagen Toeschouwers: 0 Scheidsrechter: István Kovács |
| 8 september 2020 «onderlinge duels» 20.45 (UTC+2) |            |       |          | Stadion: Parken, Kopenhagen Toeschouwers: 0 Scheidsrechter: István Kovács |
|                                                   |            |       |          |                                                                           |

|                                                  |                               |         |                   |                                                                                 |
| 11 oktober 2020 «onderlinge duels» 18.00 (UTC+1) | Engeland                      | 2 − 1   | België            | Stadion: Wembley Stadium, Londen Toeschouwers: 0 Scheidsrechter: Tobias Stieler |
| 11 oktober 2020 «onderlinge duels» 18.00 (UTC+1) | Rashford 39' (pen.) Mount 65' | Verslag | 16' (pen.) Lukaku | Stadion: Wembley Stadium, Londen Toeschouwers: 0 Scheidsrechter: Tobias Stieler |
| 11 oktober 2020 «onderlinge duels» 18.00 (UTC+1) |                               |         |                   | Stadion: Wembley Stadium, Londen Toeschouwers: 0 Scheidsrechter: Tobias Stieler |
| 11 oktober 2020 «onderlinge duels» 18.00 (UTC+1) |                               |         |                   | Stadion: Wembley Stadium, Londen Toeschouwers: 0 Scheidsrechter: Tobias Stieler |
|                                                  |                               |         |                   |                                                                                 |

|                                                |         |         |                                              |                                                                                     |
| 11 oktober 2020 «onderlinge duels» 18.45 (UTC) | IJsland | 0 – 3   | Denemarken                                   | Stadion: Laugardalsvöllur, Reykjavik Toeschouwers: 60 Scheidsrechter: Bojan Pandžić |
| 11 oktober 2020 «onderlinge duels» 18.45 (UTC) |         | Verslag | 45' (e.d.) Sigurjónsson 46' Eriksen 61' Skov | Stadion: Laugardalsvöllur, Reykjavik Toeschouwers: 60 Scheidsrechter: Bojan Pandžić |
| 11 oktober 2020 «onderlinge duels» 18.45 (UTC) |         |         |                                              | Stadion: Laugardalsvöllur, Reykjavik Toeschouwers: 60 Scheidsrechter: Bojan Pandžić |
| 11 oktober 2020 «onderlinge duels» 18.45 (UTC) |         |         |                                              | Stadion: Laugardalsvöllur, Reykjavik Toeschouwers: 60 Scheidsrechter: Bojan Pandžić |
|                                                |         |         |                                              |                                                                                     |

|                                                  |                 |         |                    |                                                                                    |
| 14 oktober 2020 «onderlinge duels» 19.45 (UTC+1) | Engeland        | 0 − 1   | Denemarken         | Stadion: Wembley Stadium, Londen Toeschouwers: 0 Scheidsrechter: Jesús Gil Manzano |
| 14 oktober 2020 «onderlinge duels» 19.45 (UTC+1) | Maguire 6', 33' | Verslag | 35' (pen.) Eriksen | Stadion: Wembley Stadium, Londen Toeschouwers: 0 Scheidsrechter: Jesús Gil Manzano |
| 14 oktober 2020 «onderlinge duels» 19.45 (UTC+1) |                 |         |                    | Stadion: Wembley Stadium, Londen Toeschouwers: 0 Scheidsrechter: Jesús Gil Manzano |
| 14 oktober 2020 «onderlinge duels» 19.45 (UTC+1) |                 |         |                    | Stadion: Wembley Stadium, Londen Toeschouwers: 0 Scheidsrechter: Jesús Gil Manzano |
|                                                  |                 |         |                    |                                                                                    |

|                                                |               |         |                       |                                                                                        |
| 14 oktober 2020 «onderlinge duels» 18.45 (UTC) | IJsland       | 1 − 2   | België                | Stadion: Laugardalsvöllur, Reykjavik Toeschouwers: 60 Scheidsrechter: Andris Treimanis |
| 14 oktober 2020 «onderlinge duels» 18.45 (UTC) | Sævarsson 17' | Verslag | 9', 38' (pen.) Lukaku | Stadion: Laugardalsvöllur, Reykjavik Toeschouwers: 60 Scheidsrechter: Andris Treimanis |
| 14 oktober 2020 «onderlinge duels» 18.45 (UTC) |               |         |                       | Stadion: Laugardalsvöllur, Reykjavik Toeschouwers: 60 Scheidsrechter: Andris Treimanis |
| 14 oktober 2020 «onderlinge duels» 18.45 (UTC) |               |         |                       | Stadion: Laugardalsvöllur, Reykjavik Toeschouwers: 60 Scheidsrechter: Andris Treimanis |
|                                                |               |         |                       |                                                                                        |

|                                                   |                           |         |          |                                                                                                   |
| 15 november 2020 «onderlinge duels» 20.45 (UTC+1) | België                    | 2 − 0   | Engeland | Stadion: King Power at Den Dreef Stadion, Heverlee Toeschouwers: 0 Scheidsrechter: Danny Makkelie |
| 15 november 2020 «onderlinge duels» 20.45 (UTC+1) | Tielemans 10' Mertens 24' | Verslag |          | Stadion: King Power at Den Dreef Stadion, Heverlee Toeschouwers: 0 Scheidsrechter: Danny Makkelie |
| 15 november 2020 «onderlinge duels» 20.45 (UTC+1) |                           |         |          | Stadion: King Power at Den Dreef Stadion, Heverlee Toeschouwers: 0 Scheidsrechter: Danny Makkelie |
| 15 november 2020 «onderlinge duels» 20.45 (UTC+1) |                           |         |          | Stadion: King Power at Den Dreef Stadion, Heverlee Toeschouwers: 0 Scheidsrechter: Danny Makkelie |
|                                                   |                           |         |          |                                                                                                   |

|                                                   |                                  |         |                 |                                                                              |
| 15 november 2020 «onderlinge duels» 20.45 (UTC+1) | Denemarken                       | 2 − 1   | IJsland         | Stadion: Parken, Kopenhagen Toeschouwers: 0 Scheidsrechter: Halil Umut Meler |
| 15 november 2020 «onderlinge duels» 20.45 (UTC+1) | Eriksen 12' (pen.), 90+2' (pen.) | Verslag | 85' Kjartansson | Stadion: Parken, Kopenhagen Toeschouwers: 0 Scheidsrechter: Halil Umut Meler |
| 15 november 2020 «onderlinge duels» 20.45 (UTC+1) |                                  |         |                 | Stadion: Parken, Kopenhagen Toeschouwers: 0 Scheidsrechter: Halil Umut Meler |
| 15 november 2020 «onderlinge duels» 20.45 (UTC+1) |                                  |         |                 | Stadion: Parken, Kopenhagen Toeschouwers: 0 Scheidsrechter: Halil Umut Meler |
|                                                   |                                  |         |                 |                                                                              |

|                                                   |                                            |         |                            |                                                                                                  |
| 18 november 2020 «onderlinge duels» 20.45 (UTC+1) | België                                     | 4 − 2   | Denemarken                 | Stadion: King Power at Den Dreef Stadion, Heverlee Toeschouwers: 0 Scheidsrechter: Slavko Vinčić |
| 18 november 2020 «onderlinge duels» 20.45 (UTC+1) | Tielemans 3' Lukaku 56', 69' De Bruyne 87' | Verslag | 17' Wind 86' (e.d.) Chadli | Stadion: King Power at Den Dreef Stadion, Heverlee Toeschouwers: 0 Scheidsrechter: Slavko Vinčić |
| 18 november 2020 «onderlinge duels» 20.45 (UTC+1) |                                            |         |                            | Stadion: King Power at Den Dreef Stadion, Heverlee Toeschouwers: 0 Scheidsrechter: Slavko Vinčić |
| 18 november 2020 «onderlinge duels» 20.45 (UTC+1) |                                            |         |                            | Stadion: King Power at Den Dreef Stadion, Heverlee Toeschouwers: 0 Scheidsrechter: Slavko Vinčić |
|                                                   |                                            |         |                            |                                                                                                  |

|                                                 |                                   |         |                    |                                                                                  |
| 18 november 2020 «onderlinge duels» 19.45 (UTC) | Engeland                          | 4 − 0   | IJsland            | Stadion: Wembley Stadium, Londen Toeschouwers: 0 Scheidsrechter: Fábio Veríssimo |
| 18 november 2020 «onderlinge duels» 19.45 (UTC) | Rice 20' Mount 24' Foden 80', 84' | Verslag | 11', 54' Sævarsson | Stadion: Wembley Stadium, Londen Toeschouwers: 0 Scheidsrechter: Fábio Veríssimo |
| 18 november 2020 «onderlinge duels» 19.45 (UTC) |                                   |         |                    | Stadion: Wembley Stadium, Londen Toeschouwers: 0 Scheidsrechter: Fábio Veríssimo |
| 18 november 2020 «onderlinge duels» 19.45 (UTC) |                                   |         |                    | Stadion: Wembley Stadium, Londen Toeschouwers: 0 Scheidsrechter: Fábio Veríssimo |
|                                                 |                                   |         |                    |                                                                                  |

### Groep 3
| Pos | Team        | Wed | W | G | V | Ptn | DV | DT | +/− | Kwalificatie of degradatie |       | Vlag van Frankrijk | Vlag van Portugal | Vlag van Kroatië | Vlag van Zweden |
| --- | ----------- | --- | - | - | - | --- | -- | -- | --- | -------------------------- | ----- | ------------------ | ----------------- | ---------------- | --------------- |
| 1   | Frankrijk   | 6   | 5 | 1 | 0 | 16  | 12 | 5  | +7  | Halve finale               |       |                    | 0 – 0             | 4 – 2            | 4 – 2           |
| 2   | Portugal TH | 6   | 4 | 1 | 1 | 13  | 12 | 4  | +8  |                            |       | 0 – 1              |                   | 4 – 1            | 3 – 0           |
| 3   | Kroatië     | 6   | 1 | 0 | 5 | 3   | 9  | 16 | −7  |                            | 1 – 2 | 2 – 3              |                   | 2 – 1            |                 |
| 4   | Zweden      | 6   | 1 | 0 | 5 | 3   | 5  | 13 | −8  | Degradatie naar divisie B  |       | 0 – 1              | 0 – 2             | 2 – 1            |                 |

Wedstrijden
|                                                   |                                               |         |                |                                                                                |
| 5 september 2020 «onderlinge duels» 19.45 (UTC+1) | Portugal                                      | 4 – 1   | Kroatië        | Stadion: Estádio do Dragão, Porto Toeschouwers: 0 Scheidsrechter: Davide Massa |
| 5 september 2020 «onderlinge duels» 19.45 (UTC+1) | Cancelo 41' Jota 58' Félix 70' A. Silva 90+5' | Verslag | 90+1' Petković | Stadion: Estádio do Dragão, Porto Toeschouwers: 0 Scheidsrechter: Davide Massa |
| 5 september 2020 «onderlinge duels» 19.45 (UTC+1) |                                               |         |                | Stadion: Estádio do Dragão, Porto Toeschouwers: 0 Scheidsrechter: Davide Massa |
| 5 september 2020 «onderlinge duels» 19.45 (UTC+1) |                                               |         |                | Stadion: Estádio do Dragão, Porto Toeschouwers: 0 Scheidsrechter: Davide Massa |
|                                                   |                                               |         |                |                                                                                |

|                                                   |        |         |            |                                                                                |
| 5 september 2020 «onderlinge duels» 20.45 (UTC+2) | Zweden | 0 – 1   | Frankrijk  | Stadion: Friends Arena, Solna Toeschouwers: 0 Scheidsrechter: Szymon Marciniak |
| 5 september 2020 «onderlinge duels» 20.45 (UTC+2) |        | Verslag | 41' Mbappé | Stadion: Friends Arena, Solna Toeschouwers: 0 Scheidsrechter: Szymon Marciniak |
| 5 september 2020 «onderlinge duels» 20.45 (UTC+2) |        |         |            | Stadion: Friends Arena, Solna Toeschouwers: 0 Scheidsrechter: Szymon Marciniak |
| 5 september 2020 «onderlinge duels» 20.45 (UTC+2) |        |         |            | Stadion: Friends Arena, Solna Toeschouwers: 0 Scheidsrechter: Szymon Marciniak |
|                                                   |        |         |            |                                                                                |

|                                                   |                                                                      |         |                        |                                                                                      |
| 8 september 2020 «onderlinge duels» 20.45 (UTC+2) | Frankrijk                                                            | 4 – 2   | Kroatië                | Stadion: Stade de France, Saint-Denis Toeschouwers: 0 Scheidsrechter: Ovidiu Haţegan |
| 8 september 2020 «onderlinge duels» 20.45 (UTC+2) | Griezmann 43' Livaković 45+1' (e.d.) Upamecano 65' Giroud 77' (pen.) | Verslag | 17' Lovren 55' Brekalo | Stadion: Stade de France, Saint-Denis Toeschouwers: 0 Scheidsrechter: Ovidiu Haţegan |
| 8 september 2020 «onderlinge duels» 20.45 (UTC+2) |                                                                      |         |                        | Stadion: Stade de France, Saint-Denis Toeschouwers: 0 Scheidsrechter: Ovidiu Haţegan |
| 8 september 2020 «onderlinge duels» 20.45 (UTC+2) |                                                                      |         |                        | Stadion: Stade de France, Saint-Denis Toeschouwers: 0 Scheidsrechter: Ovidiu Haţegan |
|                                                   |                                                                      |         |                        |                                                                                      |

|                                                   |                   |         |                    |                                                                              |
| 8 september 2020 «onderlinge duels» 20.45 (UTC+2) | Zweden            | 0 – 2   | Portugal           | Stadion: Friends Arena, Solna Toeschouwers: 0 Scheidsrechter: Danny Makkelie |
| 8 september 2020 «onderlinge duels» 20.45 (UTC+2) | Svensson 14', 44' | Verslag | 45+1', 72' Ronaldo | Stadion: Friends Arena, Solna Toeschouwers: 0 Scheidsrechter: Danny Makkelie |
| 8 september 2020 «onderlinge duels» 20.45 (UTC+2) |                   |         |                    | Stadion: Friends Arena, Solna Toeschouwers: 0 Scheidsrechter: Danny Makkelie |
| 8 september 2020 «onderlinge duels» 20.45 (UTC+2) |                   |         |                    | Stadion: Friends Arena, Solna Toeschouwers: 0 Scheidsrechter: Danny Makkelie |
|                                                   |                   |         |                    |                                                                              |

|                                                  |                         |         |          |                                                                                  |
| 11 oktober 2020 «onderlinge duels» 18.00 (UTC+2) | Kroatië                 | 2 – 1   | Zweden   | Stadion: Maksimirstadion, Zagreb Toeschouwers: 2.020 Scheidsrechter: John Beaton |
| 11 oktober 2020 «onderlinge duels» 18.00 (UTC+2) | Vlašić 32' Kramarić 84' | Verslag | 66' Berg | Stadion: Maksimirstadion, Zagreb Toeschouwers: 2.020 Scheidsrechter: John Beaton |
| 11 oktober 2020 «onderlinge duels» 18.00 (UTC+2) |                         |         |          | Stadion: Maksimirstadion, Zagreb Toeschouwers: 2.020 Scheidsrechter: John Beaton |
| 11 oktober 2020 «onderlinge duels» 18.00 (UTC+2) |                         |         |          | Stadion: Maksimirstadion, Zagreb Toeschouwers: 2.020 Scheidsrechter: John Beaton |
|                                                  |                         |         |          |                                                                                  |

|                                                  |           |       |          |                                                                                                   |
| 11 oktober 2020 «onderlinge duels» 20.45 (UTC+2) | Frankrijk | 0 – 0 | Portugal | Stadion: Stade de France, Saint-Denis Toeschouwers: 1.000 Scheidsrechter: Carlos del Cerro Grande |
| 11 oktober 2020 «onderlinge duels» 20.45 (UTC+2) | Verslag   |       |          | Stadion: Stade de France, Saint-Denis Toeschouwers: 1.000 Scheidsrechter: Carlos del Cerro Grande |
| 11 oktober 2020 «onderlinge duels» 20.45 (UTC+2) |           |       |          | Stadion: Stade de France, Saint-Denis Toeschouwers: 1.000 Scheidsrechter: Carlos del Cerro Grande |
| 11 oktober 2020 «onderlinge duels» 20.45 (UTC+2) |           |       |          | Stadion: Stade de France, Saint-Denis Toeschouwers: 1.000 Scheidsrechter: Carlos del Cerro Grande |
|                                                  |           |       |          |                                                                                                   |

|                                                  |            |         |                         |                                                                                    |
| 14 oktober 2020 «onderlinge duels» 20.45 (UTC+2) | Kroatië    | 1 – 2   | Frankrijk               | Stadion: Maksimirstadion, Zagreb Toeschouwers: 6.266 Scheidsrechter: Björn Kuipers |
| 14 oktober 2020 «onderlinge duels» 20.45 (UTC+2) | Vlašić 64' | Verslag | 8' Griezmann 79' Mbappé | Stadion: Maksimirstadion, Zagreb Toeschouwers: 6.266 Scheidsrechter: Björn Kuipers |
| 14 oktober 2020 «onderlinge duels» 20.45 (UTC+2) |            |         |                         | Stadion: Maksimirstadion, Zagreb Toeschouwers: 6.266 Scheidsrechter: Björn Kuipers |
| 14 oktober 2020 «onderlinge duels» 20.45 (UTC+2) |            |         |                         | Stadion: Maksimirstadion, Zagreb Toeschouwers: 6.266 Scheidsrechter: Björn Kuipers |
|                                                  |            |         |                         |                                                                                    |

|                                                  |                            |         |        |                                                                                              |
| 14 oktober 2020 «onderlinge duels» 19.45 (UTC+1) | Portugal                   | 3 – 0   | Zweden | Stadion: Estádio José Alvalade, Lissabon Toeschouwers: 5.000 Scheidsrechter: Srđan Jovanović |
| 14 oktober 2020 «onderlinge duels» 19.45 (UTC+1) | B. Silva 21' Jota 44', 72' | Verslag |        | Stadion: Estádio José Alvalade, Lissabon Toeschouwers: 5.000 Scheidsrechter: Srđan Jovanović |
| 14 oktober 2020 «onderlinge duels» 19.45 (UTC+1) |                            |         |        | Stadion: Estádio José Alvalade, Lissabon Toeschouwers: 5.000 Scheidsrechter: Srđan Jovanović |
| 14 oktober 2020 «onderlinge duels» 19.45 (UTC+1) |                            |         |        | Stadion: Estádio José Alvalade, Lissabon Toeschouwers: 5.000 Scheidsrechter: Srđan Jovanović |
|                                                  |                            |         |        |                                                                                              |

|                                                 |          |         |           |                                                                                  |
| 14 november 2020 «onderlinge duels» 19.45 (UTC) | Portugal | 0 – 1   | Frankrijk | Stadion: Estádio da Luz, Lissabon Toeschouwers: 0 Scheidsrechter: Tobias Stieler |
| 14 november 2020 «onderlinge duels» 19.45 (UTC) |          | Verslag | 54' Kanté | Stadion: Estádio da Luz, Lissabon Toeschouwers: 0 Scheidsrechter: Tobias Stieler |
| 14 november 2020 «onderlinge duels» 19.45 (UTC) |          |         |           | Stadion: Estádio da Luz, Lissabon Toeschouwers: 0 Scheidsrechter: Tobias Stieler |
| 14 november 2020 «onderlinge duels» 19.45 (UTC) |          |         |           | Stadion: Estádio da Luz, Lissabon Toeschouwers: 0 Scheidsrechter: Tobias Stieler |
|                                                 |          |         |           |                                                                                  |

|                                                   |                                |         |                      |                                                                              |
| 14 november 2020 «onderlinge duels» 20.45 (UTC+1) | Zweden                         | 2 – 1   | Kroatië              | Stadion: Friends Arena, Solna Toeschouwers: 0 Scheidsrechter: Daniel Siebert |
| 14 november 2020 «onderlinge duels» 20.45 (UTC+1) | Kulusevski 36' Danielson 45+2' | Verslag | 82' (e.d.) Danielson | Stadion: Friends Arena, Solna Toeschouwers: 0 Scheidsrechter: Daniel Siebert |
| 14 november 2020 «onderlinge duels» 20.45 (UTC+1) |                                |         |                      | Stadion: Friends Arena, Solna Toeschouwers: 0 Scheidsrechter: Daniel Siebert |
| 14 november 2020 «onderlinge duels» 20.45 (UTC+1) |                                |         |                      | Stadion: Friends Arena, Solna Toeschouwers: 0 Scheidsrechter: Daniel Siebert |
|                                                   |                                |         |                      |                                                                              |

|                                                   |                                        |         |                         |                                                                                         |
| 17 november 2020 «onderlinge duels» 20.45 (UTC+1) | Frankrijk                              | 4 – 2   | Zweden                  | Stadion: Stade de France, Saint-Denis Toeschouwers: 0 Scheidsrechter: Aleksej Koelbakov |
| 17 november 2020 «onderlinge duels» 20.45 (UTC+1) | Giroud 16', 59' Pavard 36' Coman 90+5' | Verslag | 4' Claesson 88' Quaison | Stadion: Stade de France, Saint-Denis Toeschouwers: 0 Scheidsrechter: Aleksej Koelbakov |
| 17 november 2020 «onderlinge duels» 20.45 (UTC+1) |                                        |         |                         | Stadion: Stade de France, Saint-Denis Toeschouwers: 0 Scheidsrechter: Aleksej Koelbakov |
| 17 november 2020 «onderlinge duels» 20.45 (UTC+1) |                                        |         |                         | Stadion: Stade de France, Saint-Denis Toeschouwers: 0 Scheidsrechter: Aleksej Koelbakov |
|                                                   |                                        |         |                         |                                                                                         |

|                                                   |                               |         |                         |                                                                              |
| 17 november 2020 «onderlinge duels» 20.45 (UTC+1) | Kroatië                       | 2 – 3   | Portugal                | Stadion: Poljudstadion, Split Toeschouwers: 0 Scheidsrechter: Michael Oliver |
| 17 november 2020 «onderlinge duels» 20.45 (UTC+1) | Kovačić 29', 65' Rog 23', 51' | Verslag | 52', 90' Dias 60' Félix | Stadion: Poljudstadion, Split Toeschouwers: 0 Scheidsrechter: Michael Oliver |
| 17 november 2020 «onderlinge duels» 20.45 (UTC+1) |                               |         |                         | Stadion: Poljudstadion, Split Toeschouwers: 0 Scheidsrechter: Michael Oliver |
| 17 november 2020 «onderlinge duels» 20.45 (UTC+1) |                               |         |                         | Stadion: Poljudstadion, Split Toeschouwers: 0 Scheidsrechter: Michael Oliver |
|                                                   |                               |         |                         |                                                                              |

### Groep 4
| Pos | Team        | Wed | W | G | V | Ptn | DV | DT | +/− | Kwalificatie of degradatie |       | Vlag van Spanje | Vlag van Duitsland | Vlag van Zwitserland | Vlag van Oekraïne |
| --- | ----------- | --- | - | - | - | --- | -- | -- | --- | -------------------------- | ----- | --------------- | ------------------ | -------------------- | ----------------- |
| 1   | Spanje      | 6   | 3 | 2 | 1 | 11  | 13 | 3  | +10 | Halve finale               |       |                 | 6 – 0              | 1 – 0                | 4 – 0             |
| 2   | Duitsland   | 6   | 2 | 3 | 1 | 9   | 10 | 13 | −3  |                            |       | 1 – 1           |                    | 3 – 3                | 3 – 1             |
| 3   | Zwitserland | 6   | 1 | 3 | 2 | 6   | 9  | 8  | +1  |                            | 1 – 1 | 1 – 1           |                    | 3 – 0 r              |                   |
| 4   | Oekraïne    | 6   | 2 | 0 | 4 | 6   | 5  | 13 | −8  | Degradatie naar divisie B  |       | 1 – 0           | 1 – 2              | 2 – 1                |                   |

1. 1 2  Gelijk op head-to-head punten (allebei 3). Verschil in onderling doelsaldo: Zwitserland +2, Oekraïne −2.

Wedstrijden
|                                                   |            |         |            |                                                                                        |
| 3 september 2020 «onderlinge duels» 20.45 (UTC+2) | Duitsland  | 1 – 1   | Spanje     | Stadion: Mercedes-Benz Arena, Stuttgart Toeschouwers: 0 Scheidsrechter: Daniele Orsato |
| 3 september 2020 «onderlinge duels» 20.45 (UTC+2) | Werner 51' | Verslag | 90+6' Gayà | Stadion: Mercedes-Benz Arena, Stuttgart Toeschouwers: 0 Scheidsrechter: Daniele Orsato |
| 3 september 2020 «onderlinge duels» 20.45 (UTC+2) |            |         |            | Stadion: Mercedes-Benz Arena, Stuttgart Toeschouwers: 0 Scheidsrechter: Daniele Orsato |
| 3 september 2020 «onderlinge duels» 20.45 (UTC+2) |            |         |            | Stadion: Mercedes-Benz Arena, Stuttgart Toeschouwers: 0 Scheidsrechter: Daniele Orsato |
|                                                   |            |         |            |                                                                                        |

|                                                   |                               |         |               |                                                                          |
| 3 september 2020 «onderlinge duels» 21.45 (UTC+3) | Oekraïne                      | 2 – 1   | Zwitserland   | Stadion: Arena Lviv, Lviv Toeschouwers: 0 Scheidsrechter: Andreas Ekberg |
| 3 september 2020 «onderlinge duels» 21.45 (UTC+3) | Jarmolenko 14' Zintsjenko 68' | Verslag | 41' Seferović | Stadion: Arena Lviv, Lviv Toeschouwers: 0 Scheidsrechter: Andreas Ekberg |
| 3 september 2020 «onderlinge duels» 21.45 (UTC+3) |                               |         |               | Stadion: Arena Lviv, Lviv Toeschouwers: 0 Scheidsrechter: Andreas Ekberg |
| 3 september 2020 «onderlinge duels» 21.45 (UTC+3) |                               |         |               | Stadion: Arena Lviv, Lviv Toeschouwers: 0 Scheidsrechter: Andreas Ekberg |
|                                                   |                               |         |               |                                                                          |

|                                                   |                                             |         |          |                                                                                            |
| 6 september 2020 «onderlinge duels» 20.45 (UTC+2) | Spanje                                      | 4 – 0   | Oekraïne | Stadion: Estadio Alfredo Di Stéfano, Madrid Toeschouwers: 0 Scheidsrechter: Benoît Bastien |
| 6 september 2020 «onderlinge duels» 20.45 (UTC+2) | Ramos 3' (pen.), 29' Fati 32' F. Torres 84' | Verslag |          | Stadion: Estadio Alfredo Di Stéfano, Madrid Toeschouwers: 0 Scheidsrechter: Benoît Bastien |
| 6 september 2020 «onderlinge duels» 20.45 (UTC+2) |                                             |         |          | Stadion: Estadio Alfredo Di Stéfano, Madrid Toeschouwers: 0 Scheidsrechter: Benoît Bastien |
| 6 september 2020 «onderlinge duels» 20.45 (UTC+2) |                                             |         |          | Stadion: Estadio Alfredo Di Stéfano, Madrid Toeschouwers: 0 Scheidsrechter: Benoît Bastien |
|                                                   |                                             |         |          |                                                                                            |

|                                                   |             |         |              |                                                                               |
| 6 september 2020 «onderlinge duels» 20.45 (UTC+2) | Zwitserland | 1 – 1   | Duitsland    | Stadion: St. Jakob-Park, Bazel Toeschouwers: 0 Scheidsrechter: Michael Oliver |
| 6 september 2020 «onderlinge duels» 20.45 (UTC+2) | Widmer 58'  | Verslag | 14' Gündoğan | Stadion: St. Jakob-Park, Bazel Toeschouwers: 0 Scheidsrechter: Michael Oliver |
| 6 september 2020 «onderlinge duels» 20.45 (UTC+2) |             |         |              | Stadion: St. Jakob-Park, Bazel Toeschouwers: 0 Scheidsrechter: Michael Oliver |
| 6 september 2020 «onderlinge duels» 20.45 (UTC+2) |             |         |              | Stadion: St. Jakob-Park, Bazel Toeschouwers: 0 Scheidsrechter: Michael Oliver |
|                                                   |             |         |              |                                                                               |

|                                                  |                       |         |                         |                                                                                    |
| 10 oktober 2020 «onderlinge duels» 21.45 (UTC+3) | Oekraïne              | 1 – 2   | Duitsland               | Stadion: NSK Olimpiejsky, Kiev Toeschouwers: 17.573 Scheidsrechter: Orel Grinfeeld |
| 10 oktober 2020 «onderlinge duels» 21.45 (UTC+3) | Malinovski 77' (pen.) | Verslag | 20' Ginter 49' Goretzka | Stadion: NSK Olimpiejsky, Kiev Toeschouwers: 17.573 Scheidsrechter: Orel Grinfeeld |
| 10 oktober 2020 «onderlinge duels» 21.45 (UTC+3) |                       |         |                         | Stadion: NSK Olimpiejsky, Kiev Toeschouwers: 17.573 Scheidsrechter: Orel Grinfeeld |
| 10 oktober 2020 «onderlinge duels» 21.45 (UTC+3) |                       |         |                         | Stadion: NSK Olimpiejsky, Kiev Toeschouwers: 17.573 Scheidsrechter: Orel Grinfeeld |
|                                                  |                       |         |                         |                                                                                    |

|                                                  |               |         |             |                                                                                           |
| 10 oktober 2020 «onderlinge duels» 20.45 (UTC+2) | Spanje        | 1 – 0   | Zwitserland | Stadion: Estadio Alfredo Di Stéfano, Madrid Toeschouwers: 0 Scheidsrechter: Ali Palabıyık |
| 10 oktober 2020 «onderlinge duels» 20.45 (UTC+2) | Oyarzabal 14' | Verslag |             | Stadion: Estadio Alfredo Di Stéfano, Madrid Toeschouwers: 0 Scheidsrechter: Ali Palabıyık |
| 10 oktober 2020 «onderlinge duels» 20.45 (UTC+2) |               |         |             | Stadion: Estadio Alfredo Di Stéfano, Madrid Toeschouwers: 0 Scheidsrechter: Ali Palabıyık |
| 10 oktober 2020 «onderlinge duels» 20.45 (UTC+2) |               |         |             | Stadion: Estadio Alfredo Di Stéfano, Madrid Toeschouwers: 0 Scheidsrechter: Ali Palabıyık |
|                                                  |               |         |             |                                                                                           |

|                                                  |                                   |         |                                                 |                                                                                   |
| 13 oktober 2020 «onderlinge duels» 20.45 (UTC+2) | Duitsland                         | 3 – 3   | Zwitserland                                     | Stadion: RheinEnergieStadion, Keulen Toeschouwers: 0 Scheidsrechter: Ruddy Buquet |
| 13 oktober 2020 «onderlinge duels» 20.45 (UTC+2) | Werner 28' Havertz 55' Gnabry 60' | Verslag | 5', 57' Gavranović 26' Freuler 29', 90+5' Schär | Stadion: RheinEnergieStadion, Keulen Toeschouwers: 0 Scheidsrechter: Ruddy Buquet |
| 13 oktober 2020 «onderlinge duels» 20.45 (UTC+2) |                                   |         |                                                 | Stadion: RheinEnergieStadion, Keulen Toeschouwers: 0 Scheidsrechter: Ruddy Buquet |
| 13 oktober 2020 «onderlinge duels» 20.45 (UTC+2) |                                   |         |                                                 | Stadion: RheinEnergieStadion, Keulen Toeschouwers: 0 Scheidsrechter: Ruddy Buquet |
|                                                  |                                   |         |                                                 |                                                                                   |

|                                                  |               |         |        |                                                                               |
| 13 oktober 2020 «onderlinge duels» 21.45 (UTC+3) | Oekraïne      | 1 – 0   | Spanje | Stadion: NSK Olimpiejsky, Kiev Toeschouwers: 10.495 Scheidsrechter: Paweł Gil |
| 13 oktober 2020 «onderlinge duels» 21.45 (UTC+3) | Tsihankov 76' | Verslag |        | Stadion: NSK Olimpiejsky, Kiev Toeschouwers: 10.495 Scheidsrechter: Paweł Gil |
| 13 oktober 2020 «onderlinge duels» 21.45 (UTC+3) |               |         |        | Stadion: NSK Olimpiejsky, Kiev Toeschouwers: 10.495 Scheidsrechter: Paweł Gil |
| 13 oktober 2020 «onderlinge duels» 21.45 (UTC+3) |               |         |        | Stadion: NSK Olimpiejsky, Kiev Toeschouwers: 10.495 Scheidsrechter: Paweł Gil |
|                                                  |               |         |        |                                                                               |

|                                                   |                          |         |                 |                                                                                 |
| 14 november 2020 «onderlinge duels» 20.45 (UTC+1) | Duitsland                | 3 – 1   | Oekraïne        | Stadion: Red Bull Arena, Leipzig Toeschouwers: 0 Scheidsrechter: Ovidiu Haţegan |
| 14 november 2020 «onderlinge duels» 20.45 (UTC+1) | Sané 23' Werner 33', 64' | Verslag | 12' Jaremtsjoek | Stadion: Red Bull Arena, Leipzig Toeschouwers: 0 Scheidsrechter: Ovidiu Haţegan |
| 14 november 2020 «onderlinge duels» 20.45 (UTC+1) |                          |         |                 | Stadion: Red Bull Arena, Leipzig Toeschouwers: 0 Scheidsrechter: Ovidiu Haţegan |
| 14 november 2020 «onderlinge duels» 20.45 (UTC+1) |                          |         |                 | Stadion: Red Bull Arena, Leipzig Toeschouwers: 0 Scheidsrechter: Ovidiu Haţegan |
|                                                   |                          |         |                 |                                                                                 |

|                                                   |                             |         |            |                                                                               |
| 14 november 2020 «onderlinge duels» 20.45 (UTC+1) | Zwitserland                 | 1 – 1   | Spanje     | Stadion: St. Jakob-Park, Bazel Toeschouwers: 0 Scheidsrechter: William Collum |
| 14 november 2020 «onderlinge duels» 20.45 (UTC+1) | Freuler 26' Elvedi 15', 79' | Verslag | 89' Gerard | Stadion: St. Jakob-Park, Bazel Toeschouwers: 0 Scheidsrechter: William Collum |
| 14 november 2020 «onderlinge duels» 20.45 (UTC+1) |                             |         |            | Stadion: St. Jakob-Park, Bazel Toeschouwers: 0 Scheidsrechter: William Collum |
| 14 november 2020 «onderlinge duels» 20.45 (UTC+1) |                             |         |            | Stadion: St. Jakob-Park, Bazel Toeschouwers: 0 Scheidsrechter: William Collum |
|                                                   |                             |         |            |                                                                               |

|                                                   |                                                            |         |           |                                                                                        |
| 17 november 2020 «onderlinge duels» 20.45 (UTC+1) | Spanje                                                     | 6 – 0   | Duitsland | Stadion: Estadio de La Cartuja, Sevilla Toeschouwers: 0 Scheidsrechter: Andreas Ekberg |
| 17 november 2020 «onderlinge duels» 20.45 (UTC+1) | Morata 17' F. Torres 33', 55', 71' Rodri 38' Oyarzabal 89' | Verslag |           | Stadion: Estadio de La Cartuja, Sevilla Toeschouwers: 0 Scheidsrechter: Andreas Ekberg |
| 17 november 2020 «onderlinge duels» 20.45 (UTC+1) |                                                            |         |           | Stadion: Estadio de La Cartuja, Sevilla Toeschouwers: 0 Scheidsrechter: Andreas Ekberg |
| 17 november 2020 «onderlinge duels» 20.45 (UTC+1) |                                                            |         |           | Stadion: Estadio de La Cartuja, Sevilla Toeschouwers: 0 Scheidsrechter: Andreas Ekberg |
|                                                   |                                                            |         |           |                                                                                        |

|                                                   |             |                  |          |                                                                        |
| 17 november 2020 «onderlinge duels» 20.45 (UTC+1) | Zwitserland | 3 – 0 r Afgelast | Oekraïne | Stadion: Swissporarena, Luzern Scheidsrechter: Anastasios Sidiropoulos |
| 17 november 2020 «onderlinge duels» 20.45 (UTC+1) | Verslag     |                  |          | Stadion: Swissporarena, Luzern Scheidsrechter: Anastasios Sidiropoulos |
| 17 november 2020 «onderlinge duels» 20.45 (UTC+1) |             |                  |          | Stadion: Swissporarena, Luzern Scheidsrechter: Anastasios Sidiropoulos |
| 17 november 2020 «onderlinge duels» 20.45 (UTC+1) |             |                  |          | Stadion: Swissporarena, Luzern Scheidsrechter: Anastasios Sidiropoulos |
|                                                   |             |                  |          |                                                                        |

## Finaleronde
Uit de vier finalisten werd één gastland gekozen voor het organiseren van de Nations League Finales. De loting werd bepaald door middel van een open trekking op 3 december 2020, 17.30 uur, op het UEFA-hoofdkantoor in Nyon, Zwitserland. Om planningsredenen werd het gastland aangeduid als halvefinalist 1, administratief als thuisteam.

### Locaties en stadions
| · Milaan Turijn | Milaan                 | Turijn             |
| --------------- | ---------------------- | ------------------ |
| · Milaan Turijn | Stadio Giuseppe Meazza | Allianz Stadium    |
| · Milaan Turijn | Capaciteit: 75.923     | Capaciteit: 41.507 |
| · Milaan Turijn |                        |                    |

### Schema
|  | Halve finales       | Halve finales |                     |   | Finale | Finale |
|  |                     |               |                     |   |        |        |
|  | 6 oktober — Milaan  |               |                     |   |        |        |
|  |                     |               |                     |   |        |        |
|  | Italië              | 1             |                     |   |        |        |
|  | Italië              | 1             | 10 oktober — Milaan |   |        |        |
|  | Spanje              | 2             |                     |   |        |        |
|  | Spanje              | 2             | Spanje              | 1 |        |        |
|  | 7 oktober — Turijn  |               | Spanje              | 1 |        |        |
|  |                     | Frankrijk     | 2                   |   |        |        |
|  | België              | Frankrijk     | 2                   | 2 |        |        |
|  | België              |               |                     | 2 |        |        |
|  | Frankrijk           | 3             |                     |   |        |        |
|  | Frankrijk           | 3             | Troostfinale        |   |        |        |
|  |                     |               |                     |   |        |        |
|  | 10 oktober — Turijn |               |                     |   |        |        |
|  |                     |               |                     |   |        |        |
|  | Italië              | 2             |                     |   |        |        |
|  | Italië              | 2             |                     |   |        |        |
|  | België              | 1             |                     |   |        |        |

#### Halve finales
|                                                 |                                 |         |                      | |
| 6 oktober 2021 «onderlinge duels» 20.45 (UTC+2) | Italië                          | 1 – 2   | Spanje               | Stadion: Stadio Giuseppe Meazza, Milaan Toeschouwers: 33.524 Scheidsrechter: Sergej Karasjov Video-assistent: Pol van Boekel AVAR: Christian Dingert |
| 6 oktober 2021 «onderlinge duels» 20.45 (UTC+2) | Bonucci 30', 42' Pellegrini 83' | Verslag | 17', 45+1' F. Torres | Stadion: Stadio Giuseppe Meazza, Milaan Toeschouwers: 33.524 Scheidsrechter: Sergej Karasjov Video-assistent: Pol van Boekel AVAR: Christian Dingert |
| 6 oktober 2021 «onderlinge duels» 20.45 (UTC+2) |                                 |         |                      | Stadion: Stadio Giuseppe Meazza, Milaan Toeschouwers: 33.524 Scheidsrechter: Sergej Karasjov Video-assistent: Pol van Boekel AVAR: Christian Dingert |
| 6 oktober 2021 «onderlinge duels» 20.45 (UTC+2) |                                 |         |                      | Stadion: Stadio Giuseppe Meazza, Milaan Toeschouwers: 33.524 Scheidsrechter: Sergej Karasjov Video-assistent: Pol van Boekel AVAR: Christian Dingert |
|                                                 |                                 |         |                      | |

|                                                 |                         |         |                                                | |
| 7 oktober 2021 «onderlinge duels» 20.45 (UTC+2) | België                  | 2 – 3   | Frankrijk                                      | Stadion: Allianz Stadium, Turijn Toeschouwers: 12.409 Scheidsrechter: Daniel Siebert Video-assistent: Christian Dingert AVAR: Pol van Boekel |
| 7 oktober 2021 «onderlinge duels» 20.45 (UTC+2) | Carrasco 37' Lukaku 40' | Verslag | 62' Benzema 69' (pen.) Mbappé 90' T. Hernández | Stadion: Allianz Stadium, Turijn Toeschouwers: 12.409 Scheidsrechter: Daniel Siebert Video-assistent: Christian Dingert AVAR: Pol van Boekel |
| 7 oktober 2021 «onderlinge duels» 20.45 (UTC+2) |                         |         |                                                | Stadion: Allianz Stadium, Turijn Toeschouwers: 12.409 Scheidsrechter: Daniel Siebert Video-assistent: Christian Dingert AVAR: Pol van Boekel |
| 7 oktober 2021 «onderlinge duels» 20.45 (UTC+2) |                         |         |                                                | Stadion: Allianz Stadium, Turijn Toeschouwers: 12.409 Scheidsrechter: Daniel Siebert Video-assistent: Christian Dingert AVAR: Pol van Boekel |
|                                                 |                         |         |                                                | |

#### Troostfinale
|                               |                                |         |                  | |
| 10 oktober 2021 15.00 (UTC+2) | Italië                         | 2 – 1   | België           | Stadion: Allianz Stadium, Turijn Toeschouwers: 16.724 Scheidsrechter: Srđan Jovanović Video-assistent: Marco Fritz AVAR: Chris Kavanagh |
| 10 oktober 2021 15.00 (UTC+2) | Barella 46' Berardi 65' (pen.) | Verslag | 86' De Ketelaere | Stadion: Allianz Stadium, Turijn Toeschouwers: 16.724 Scheidsrechter: Srđan Jovanović Video-assistent: Marco Fritz AVAR: Chris Kavanagh |
| 10 oktober 2021 15.00 (UTC+2) |                                |         |                  | Stadion: Allianz Stadium, Turijn Toeschouwers: 16.724 Scheidsrechter: Srđan Jovanović Video-assistent: Marco Fritz AVAR: Chris Kavanagh |
| 10 oktober 2021 15.00 (UTC+2) |                                |         |                  | Stadion: Allianz Stadium, Turijn Toeschouwers: 16.724 Scheidsrechter: Srđan Jovanović Video-assistent: Marco Fritz AVAR: Chris Kavanagh |
|                               |                                |         |                  | |

#### Finale
|                               |               |         |                        | |
| 10 oktober 2021 20.45 (UTC+2) | Spanje        | 1 – 2   | Frankrijk              | Stadion: Stadio Giuseppe Meazza, Milaan Toeschouwers: 31.511 Scheidsrechter: Anthony Taylor Video-assistent: Stuart Attwell AVAR: Chris Kavanagh |
| 10 oktober 2021 20.45 (UTC+2) | Oyarzabal 64' | Verslag | 66' Benzema 80' Mbappé | Stadion: Stadio Giuseppe Meazza, Milaan Toeschouwers: 31.511 Scheidsrechter: Anthony Taylor Video-assistent: Stuart Attwell AVAR: Chris Kavanagh |
| 10 oktober 2021 20.45 (UTC+2) |               |         |                        | Stadion: Stadio Giuseppe Meazza, Milaan Toeschouwers: 31.511 Scheidsrechter: Anthony Taylor Video-assistent: Stuart Attwell AVAR: Chris Kavanagh |
| 10 oktober 2021 20.45 (UTC+2) |               |         |                        | Stadion: Stadio Giuseppe Meazza, Milaan Toeschouwers: 31.511 Scheidsrechter: Anthony Taylor Video-assistent: Stuart Attwell AVAR: Chris Kavanagh |
|                               |               |         |                        | |

| Winnaar Nations League 2020/21 |
| ------------------------------ |
| Frankrijk 1e titel             |

## Eindstand
De eindstand werd bepaald op basis van de regels die de UEFA opstelde.
| Pos    | Grp | Team                  | Wed | W | G | V | Ptn | DV | DT | +/− |
| ------ | --- | --------------------- | --- | - | - | - | --- | -- | -- | --- |
| Goud   | 3   | Frankrijk             | 6   | 5 | 1 | 0 | 16  | 12 | 5  | +7  |
| Zilver | 4   | Spanje                | 6   | 3 | 2 | 1 | 11  | 13 | 3  | +10 |
| Brons  | 1   | Italië                | 6   | 3 | 3 | 0 | 12  | 7  | 2  | +5  |
| 4      | 2   | België                | 6   | 5 | 0 | 1 | 15  | 16 | 6  | +10 |
|        |     |                       |     |   |   |   |     |    |    |     |
| 5      | 3   | Portugal TH           | 6   | 4 | 1 | 1 | 13  | 12 | 4  | +8  |
| 6      | 1   | Nederland             | 6   | 3 | 2 | 1 | 11  | 7  | 4  | +3  |
| 7      | 2   | Denemarken            | 6   | 3 | 1 | 2 | 10  | 8  | 7  | +1  |
| 8      | 4   | Duitsland             | 6   | 2 | 3 | 1 | 9   | 10 | 13 | −3  |
|        |     |                       |     |   |   |   |     |    |    |     |
| 9      | 2   | Engeland              | 6   | 3 | 1 | 2 | 10  | 7  | 4  | +3  |
| 10     | 1   | Polen                 | 6   | 2 | 1 | 3 | 7   | 6  | 6  | 0   |
| 11     | 4   | Zwitserland           | 6   | 1 | 3 | 2 | 6   | 9  | 8  | +1  |
| 12     | 3   | Kroatië               | 6   | 1 | 0 | 5 | 3   | 9  | 16 | −7  |
|        |     |                       |     |   |   |   |     |    |    |     |
| 13     | 4   | Oekraïne              | 6   | 2 | 0 | 4 | 6   | 5  | 13 | −8  |
| 14     | 3   | Zweden                | 6   | 1 | 0 | 5 | 3   | 5  | 13 | −8  |
| 15     | 1   | Bosnië en Herzegovina | 6   | 0 | 2 | 4 | 2   | 3  | 11 | −8  |
| 16     | 2   | IJsland               | 6   | 0 | 0 | 6 | 0   | 3  | 17 | −14 |

## Doelpuntenmakers
6 doelpunten
- Romelu Lukaku
- Ferran Torres

4 doelpunten
- Christian Eriksen
- Timo Werner
- Kylian Mbappé

3 doelpunten
- Dries Mertens
- Olivier Giroud
- Domenico Berardi
- Georginio Wijnaldum
- Diogo Jota
- Mikel Oyarzabal

2 doelpunten
- Michy Batshuayi
- Youri Tielemans
- Phil Foden
- Mason Mount
- Karim Benzema
- Antoine Griezmann
- Nicolò Barella
- Lorenzo Pellegrini
- Mateo Kovačić
- Nikola Vlašić
- Memphis Depay
- Robert Lewandowski
- Rúben Dias
- João Félix
- Cristiano Ronaldo
- Sergio Ramos
- Remo Freuler
- Mario Gavranović

1 doelpunt
- Kevin De Bruyne
- Yannick Carrasco
- Charles De Ketelaere
- Jason Denayer
- Jérémy Doku
- Axel Witsel
- Edin Džeko
- Haris Hajradinović
- Smail Prevljak
- Robert Skov
- Jonas Wind
- Matthias Ginter
- Serge Gnabry
- Leon Goretzka
- İlkay Gündoğan
- Kai Havertz
- Leroy Sané
- Marcus Rashford
- Declan Rice
- Raheem Sterling
- Kingsley Coman
- Theo Hernández
- N'Golo Kanté
- Benjamin Pavard
- Dayot Upamecano
- Hólmbert Friðjónsson
- Viðar Örn Kjartansson
- Birkir Már Sævarsson
- Andrea Belotti
- Jorginho
- Stefano Sensi
- Josip Brekalo
- Andrej Kramarić
- Dejan Lovren
- Bruno Petković
- Donny van de Beek
- Steven Bergwijn
- Roman Jaremtsjoek
- Andrij Jarmolenko
- Roeslan Malinovski
- Viktor Tsihankov
- Oleksandr Zintsjenko
- Kamil Glik
- Kamil Grosicki
- Kamil Jóźwiak
- Karol Linetty
- João Cancelo
- André Silva
- Bernardo Silva
- Ansu Fati
- José Gayà
- Gerard
- Álvaro Morata
- Rodri
- Marcus Berg
- Viktor Claesson
- Marcus Danielson
- Dejan Kulusevski
- Robin Quaison
- Haris Seferović
- Silvan Widmer

Eigen doelpunt
- Nacer Chadli (tegen Denemarken)
- Rúnar Már Sigurjónsson (tegen Denemarken)
- Dominik Livaković (tegen Frankrijk)
- Marcus Danielson (tegen Kroatië)